# سورينوس

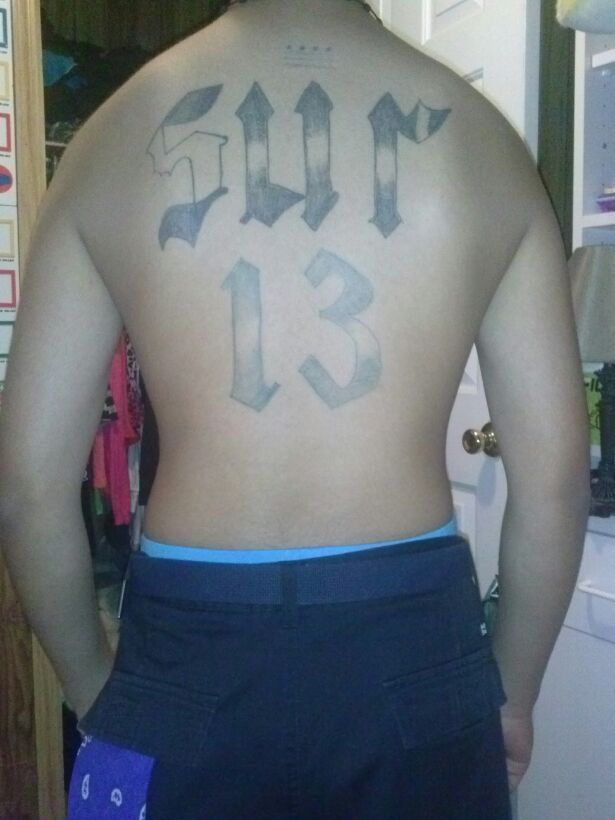
رمز مافيا سورينوس

سورينوس  فوق 13، أو سورينوس X3 هي مجموعات من عصابات السجون في الولايات المتحدة والمرافق الإصلاحية الاتحادية التابعة للحكومة الفيدرالية للولايات المتحدة. تعبر عن ولاءها للمافيا المكسيكية. وتعد المنافسات والقتال أمرا شائعا بين عصابات السورينيو المختلفة على الرغم من اشتراكها نفس الولاء للمافيا المكسيكية، إلا أنها تتحد فيما بينها عند دخول المؤسسات السجنية.
وتعد عصابة نورتينوس من أبرز منافسيهم.

## وصلات خارجية
- عصابات الشوارع الأمريكية في العراق
- أعضاء من عصابات لوس أنجلوس تقاتل في سوريا